# 霍斯特·蒂勒
霍斯特·蒂勒（德語：Horst Tüller，1931年2月5日—2001年6月4日），德国男子自行车运动员。他曾代表德国联队参加1956年夏季奥林匹克运动会自行车比赛，获得公路自行车男子团体计时赛铜牌。